# 고양 멱절산 유적
고양 멱절산 유적(高陽 멱절山 遺蹟)은 대한민국 경기도 고양시 멱절마을 멱절산에 있는 삼국시대 수혈유구·세발토기·장란형토기 관련 집터이다. 2004년 5월 17일 경기도의 기념물 제195호로 지정되었다.

## 개요
멱절산 유적은 2001년 경기도박물관에서 실시한 지표조사에서 초기 한성백제 토기가 산포되어 있음이 확인되어 2003년 발굴조사가 이루어진 유적이다. 발굴조사 결과 초기 한성백제시대의 수혈주거지 8기, 수혈구덩이 2기, 구(溝) 1기, 적석유구(積石遺構) 7기, 토루 등과 근래에 조성된 수혈구덩이 9기, 민묘 5기 등이 확인되었다. 확인된 적석유구는 건물과 관련된 유구로 보여진다. 특히 4호 적석 안에서 심발형(深鉢形) 토기류가 박혀서 출토되는 것으로 보아 일종의 부뚜막시설일 가능성이 높다. 토루는 멱절산의 북쪽에서 시작하여 서남쪽으로 이어지고 있으나 동남쪽은 이미 훼손되어 멸실된 상태이다. 토루 내부 조사시 백제토기편이 출토되었으나 토루 하부에서 8호 주거지과 수혈구덩이가 확인되므로 토루는 주거지와 수혈구덩이 만들어진 이후에 조성된 것으로 볼 수 있다.
발굴당시 출토유물로는 주로 토기류가 절대다수를 점한다. 연질 토기류는 심발형토기, 흑색마연토기 등이 있다. 경질토기류는 회청색경질타날문토기호, 회청색경질직구호, 시루 고배, 기대편 등이 있다. 토기류 이외의 유물로는 철촉 6점, 철부 2점, 철제보습 1점 등이 출토되었다. 출토유물 중 흑색마연토기가 출토된 명회색사질점토층은 3세기 중후반에 출현한 것으로 연구되어 이 유적 연대의 상한은 3세기 중후반이다. 또한 적석유구가 확인된 암회색사질점토층에서는 회청색경질타날문토기대옹, 회청색경질토기호 등이 출토되고 명회색사질점토층에서는 회청색경질유공이형토기 등이 출토된다.
백제토기는 5세기 중후반에 새로운 기종이 등장하고 호(壺)류는 유견형으로 변하고 광구장경호가 등장하는데 이러한 변화의 양상은 회색사질점토층단계에 나타나므로 적석유구는 5세기 중반이후에 형성된 것으로 판단된다. 즉 이 유적은 유물의 성격으로 보아 한성백제 중기 이후에 형성된 것으로 보이며 시기적으로 두단계로 나누어 존재했을 가능성이 있다.
멱절산 유적은 발견유적과 유물을 종합해볼 때 한성백제기의 유적이다. 즉, 백제의 무역과 관련되었거나 방어 혹은 관방유적의 성격을 갖고 있는 것으로 판단되는 한성백제시대의 중요한 유적이다.

## 지정 사유
2003년 경기도박물관에 의해 발굴조사가 이루어져 초기한성백제시대 수혈주거지 등의 유구와 흑색마연토기 등 다량의 유물이 확인되어 삼국시대 역규명에 소중한 자료이다.

## 참고 문헌
- 고양멱절산유적 - 국가유산청 국가유산포털